# Suzuki Choinori
La Suzuki Choinori es una pequeña motocicleta tipo scooter fabricada por la marca japonesa Suzuki desde el año 2002, originalmente en Japón y posteriormente en Taiwán.

## Características y desarrollo
La Choinori fue pensada como una motocicleta muy económica, buscando un objetivo de coste de 1000 yenes por centímetro cúbico de capacidad del motor, con lo que el precio final debía estar alrededor de los 50.000 yenes. En lugar de retirar componentes de un modelo existente, en la Choinori se partió de un bastidor desnudo al que se añadieron los elementos estrictamente necesarios para crear un vehículo funcional. Sin embargo, los componentes imprescindibles no suelen ser baratos. Aunque se prescindió de elementos presentes en casi todos los modelos del mercado, como la suspensión posterior, para el motor se inventó un sistema de recubrimiento interno del cilindro que hacía innecesario el empleo de camisas incrustadas en el mismo. Este proceso conseguía un ahorro de peso, de costes y disminuía el tiempo de fabricación del motor.
El objetivo de racionalización se empleó en cada paso del diseño de la Choinori, consiguiendo una reducción del empleo de tornillería. Incluso las piezas plásticas no necesitaban ser pintadas, pues cada uno de los colores disponibles se conseguía mediante la distinta composición de la resina plástica que conformaba cada pieza.
La Choinori salió a la venta en cuatro versiones, con el mismo rendimiento y la única diferencia del peso según las opciones equipadas. El modelo básico pesaba tan solo 39 kg, con cesta frontal 41, con arranque eléctrico 42 y la versión más pesada era la que incluía ambas opciones, pesando 44 kg. Los precios iban en consonancia a las opciones, costando la opción básica 59.800 yenes, frente a los 75.800 de la más completa. En 2004, además de otras opciones de color, apareció la versión Choinori SS, en la que se prescindía del escudo frontal.